# Trey Spruance
Pour les articles homonymes, voir Trey et Spruance.
Preston Lea Spruance III, dit Trey Spruance, né en 1969 à Eureka en Californie, est un guitariste, musicien multi-instrumentiste, compositeur et producteur américain. Il est propriétaire du label Web of Mimicry.
Trey Spruance a participé aux groupes suivants : Mr. Bungle, Secret Chiefs 3, Faxed Head, Asva (en), The three Doctors, ... Il a joué de la guitare sur des albums de John Zorn, Eyvind Kang, et Faith No More.
Initialement guitariste, il joue désormais de nombreux instruments à cordes, notamment orientaux, comme le saz.
Ses compositions mêlent un grand nombre de genres : musique de film, musique indienne, surf-rock, avant-garde, death metal, easy-listening. Son projet principal à partir de 2000 est le groupe Secret Chiefs 3.

## Discographie
- Mr. Bungle - Mr. Bungle (1991)
- Mr. Bungle - Disco Volante (1995)
- Mr. Bungle - California (1999)
- Mr. Bungle - The Raging Wrath of the Easter Bunny Demo (2020)
- Secret Chiefs 3 - First Grand Constitution and Bylaws
- Secret Chiefs 3 - Second Grand Constitution and Bylaws - Hurqalya (1998)
- Secret Chiefs 3 - Eyes of Flesh - Eyes of Flame (1999)
- Secret Chiefs 3 - Book M (2001)
- Secret Chiefs 3 - Book of Horizon (2004)
- Secret Chiefs 3 - Xaphan: Book of Angels Volume 9 (2008)
- Secret Chiefs 3 - Live at The Great American Music Hall (DVD - 2008)
- Secret Chiefs 3 - The Traditionalists - Le Mani Destre Recise Degli Ultimi Uomini (2009)
- Secret Chiefs 3 - Satellite supersonic vol 1 (2010) 7 inch records remixed for digital + unreleased trax
- Secret Chiefs 3 - Book of Souls - Folio A (2013)
- Secret Chiefs 3 - Ishraqyun - Perichoresis (2014)
- Secret Chiefs 3 - Malkhut: Book Beriah volume 10 (composé par John Zorn)
- Faith No More - King for a Day... Fool for a Lifetime (1995)
- Weird Little Boy (avec entre autres John Zorn et Mike Patton)
- John Zorn - Elegy
- Eyvind Kang - Theater of Mineral Nades
- Asva - Futurists against the Ocean
- Asva - "What You Don't Know Is Frontier" (2008)
- Faxed Head - Uncomfortable But Free
- Faxed Head - Exhumed At Birth
- Faxed Head - Chiropractic
- Faxed Head - From Coalinga & Osaka - Live in Japan (DVD - 1995)
- Faxed Head - Necrogenometry Ep (1993)
- Faxed Head - Tire Ep (1994)

- Great Jewish Music : Burt Bacharach - Chanson "She's Gone Away" avec Mike Patton, William Winant, David Slusser et Michael Peloquin (1997)
- Great Jewish Music : Marc Bolan - Chanson "Scenescof" avec Phil Franklin (1998)
- (Y)earbook - Titre "Xu Feng" par John Zorn Ensemble avec John Zorn, Myles Boisen, Gannon Hall, Bob Ostertag, David Slusser et William Winant (1992)